# Riverside (Oregon, Yamhill megye)
Riverside az Amerikai Egyesült Államok északnyugati részén, Oregon állam Yamhill megyéjében elhelyezkedő kísértetváros.